# Heteracia
Heteracia là một chi thực vật có hoa trong họ Cúc (Asteraceae).

## Loài
Chi Heteracia gồm các loài: